# بلير كونينغهام
بلير كونينغهام (بالإنجليزية: Blair Cunningham)‏ هو طبال أمريكي، ولد في 11 أكتوبر 1957 في ممفيس في الولايات المتحدة.